# Baicalellia subsalina
Baicalellia subsalina är en plattmaskart som beskrevs av Ax 1954. Baicalellia subsalina ingår i släktet Baicalellia, och familjen Provorticidae. Arten är reproducerande i Sverige.